# Ciemna jutrznia

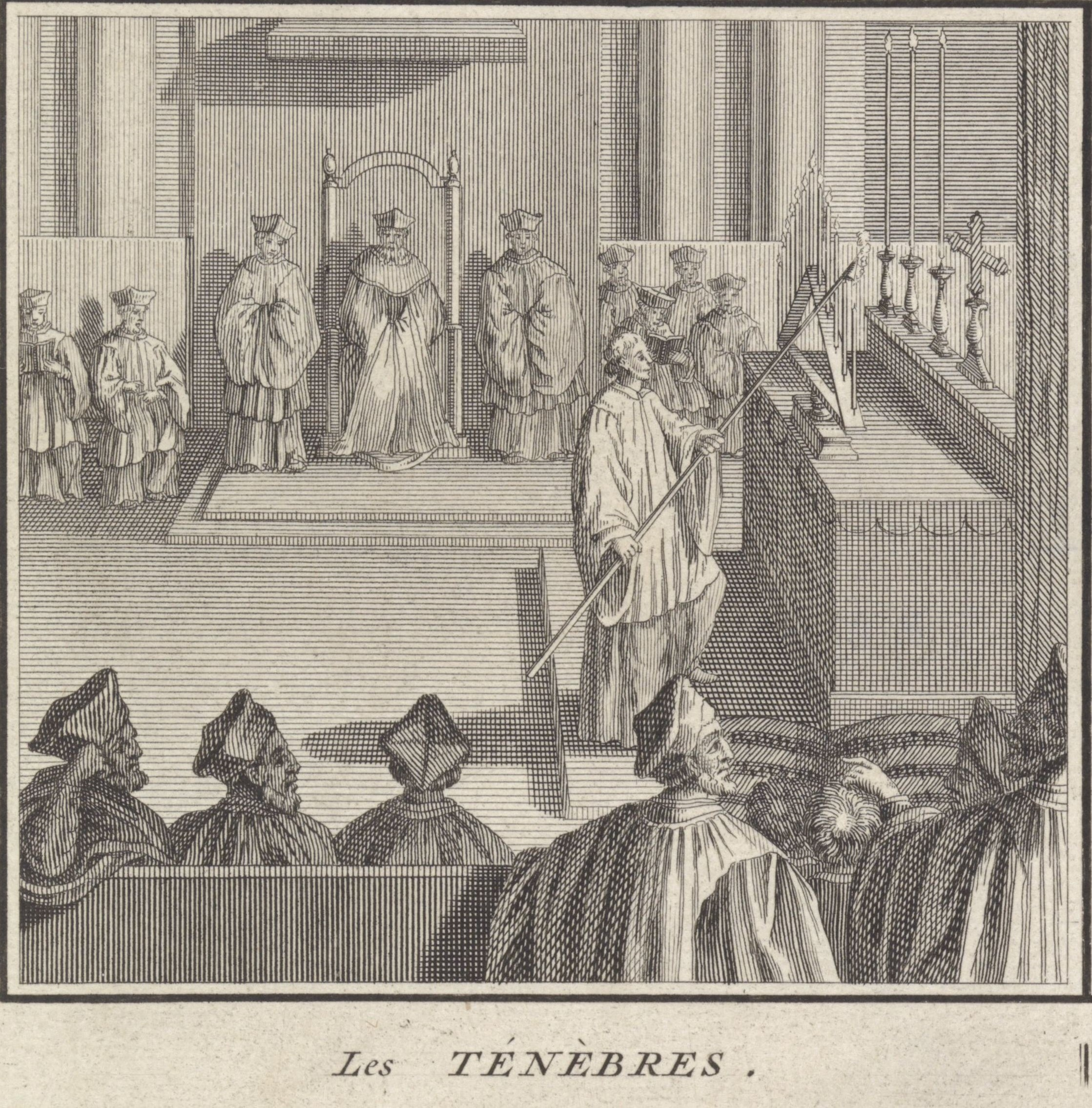
Obrzędy Tenebræ na rycinie z XVIII w.: widoczny duchowny, gaszący jedną ze świec na triangule

Ciemna jutrznia (łac. Tenebrae lub Officium tenebrarum) – nabożeństwo liturgiczne (część liturgii godzin w formie nadzwyczajnej obrządku rzymskiego, matutinum i laudesy), odprawiane w Wielki Czwartek, Wielki Piątek i Wielką Sobotę.

## Opis nabożeństwa

### Pora celebracji
Według przepisów liturgicznych z 1960 Ciemną Jutrznię odprawia się wcześnie rano. W dawniejszych czasach powszechna była praktyka antycypowania tych nabożeństw, czyli odprawiania ich wieczorem dnia poprzedniego (jutrzni czwartkowej we środę wieczorem, piątkowej we czwartek wieczorem, sobotniej w piątek wieczorem). 

### Przebieg liturgii

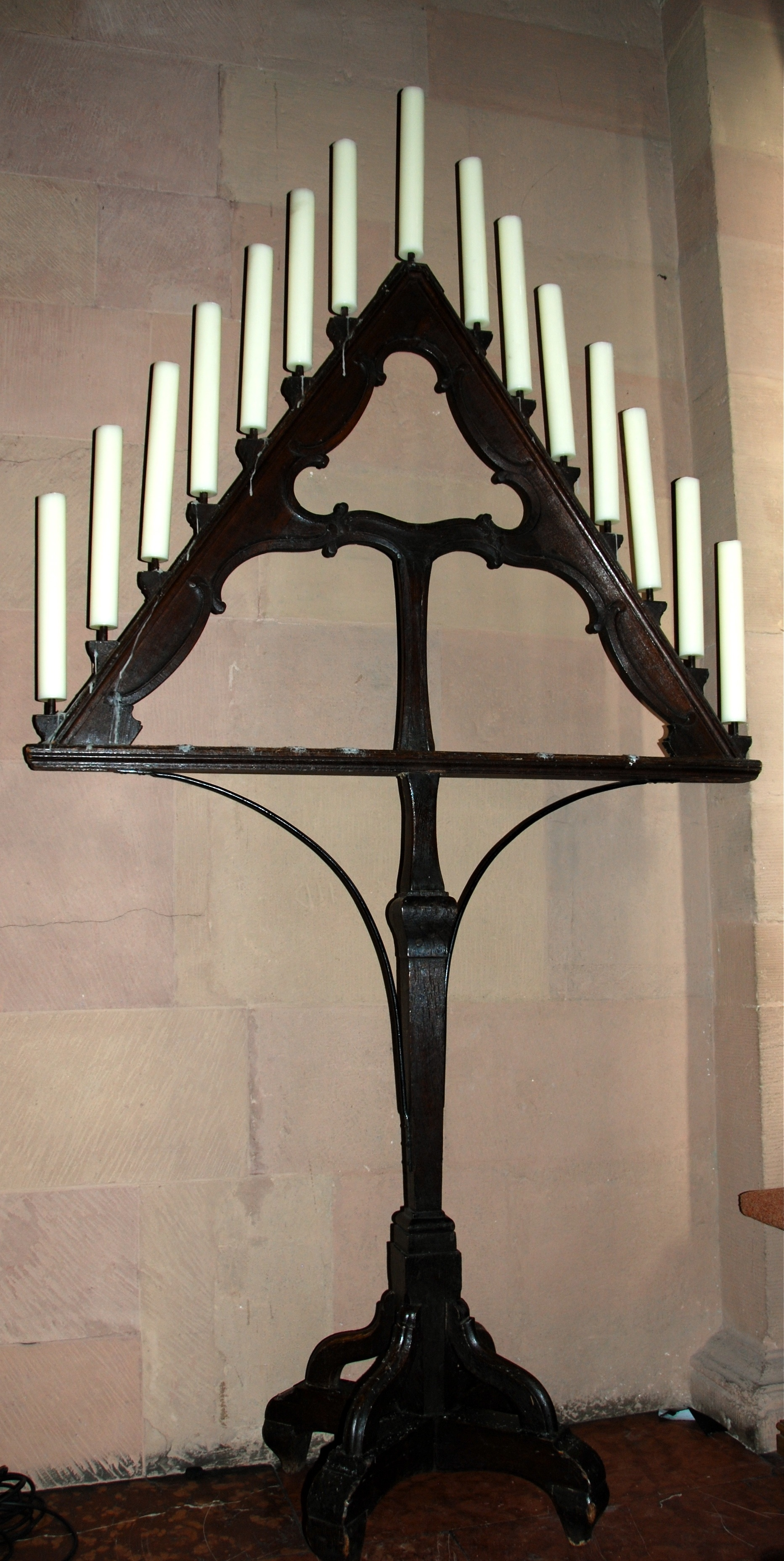
Trianguł z katedry w Moguncji

W kościele po stronie lekcji ustawia się świecznik z 15 świecami (zwany triangułem) oraz zapala świece na ołtarzu. W trakcie obrzędu świece zostają stopniowo wygaszone (jedna po każdym psalmie). Ostatnia, najwyższa świeca, która pozostaje płonąca, symbolizuje Chrystusa. Świece ołtarzowe gasi się podczas Kantyku Zachariasza (łac. Benedictus). Podczas antyfony po Kantyku Zachariasza ostatnią świecę z triangułu chowa się za ołtarzem po stronie lekcji. W kościele zapada ciemność, skąd pochodzi nazwa nabożeństwa. Na zakończenie liturgii uczestnicy uderzają księgami w ławy kościelne czyniąc hałas (łac. strepitus).

### Uproszczony schemat Ciemnych Jutrzni
Elementy Ciemnych Jutrzni są takie same przez trzy dni: matutinum, laudesy i obrzędy zakończenia.
- Matutinum – trzy nokturny z trzema psalmami i trzema czytaniami każdy:
  - I nokturn – czytania z Lamentacji Jeremiasza;
  - II nokturn – czytania z pism św. Augustyna;
  - III nokturn – czytania z Nowego Testamentu;
- Laudesy – pięć psalmów (przed 1912 osiem) i Kantyk Zachariasza;
- Obrzędy zakończenia:
  - Schowanie świecy za ołtarz;
  - Śpiew antyfony z tekstem z Listu do Filipian Chrystus dla nas stał się posłuszny... (w ciemnościach):
    - w Wielki Czwartek śpiewa się: Christus factus est pro nobis oboediens usque ad mortem. („Chrystus stał się dla nas posłuszny aż do śmierci.”);
    - w Wielki Piątek śpiewa się: Christus factus est pro nobis oboediens usque ad mortem, mortem autem crucis. („Chrystus stał się dla nas posłuszny aż do śmierci, a była to śmierć krzyżowa.”);
    - w Wielką Sobotę śpiewa się: Christus factus est pro nobis oboediens usque ad mortem, mortem autem crucis. Propter quod et Deus exaltávit illum, et dedit illi nomen, quod est super omne nomen („Chrystus stał się dla nas posłuszny aż do śmierci, a była to śmierć krzyżowa. Dlatego Bóg wywyższył Go i dał Mu imię, które jest ponad wszelkie imię.”);

  - psalm 50 [zniesiony w 1960][1];
  - Modlitwa końcowa (w ciemnościach);
  - Strepitus, wydobycie świecy zza ołtarza i ponowne umieszczenie jej na świeczniku[6].

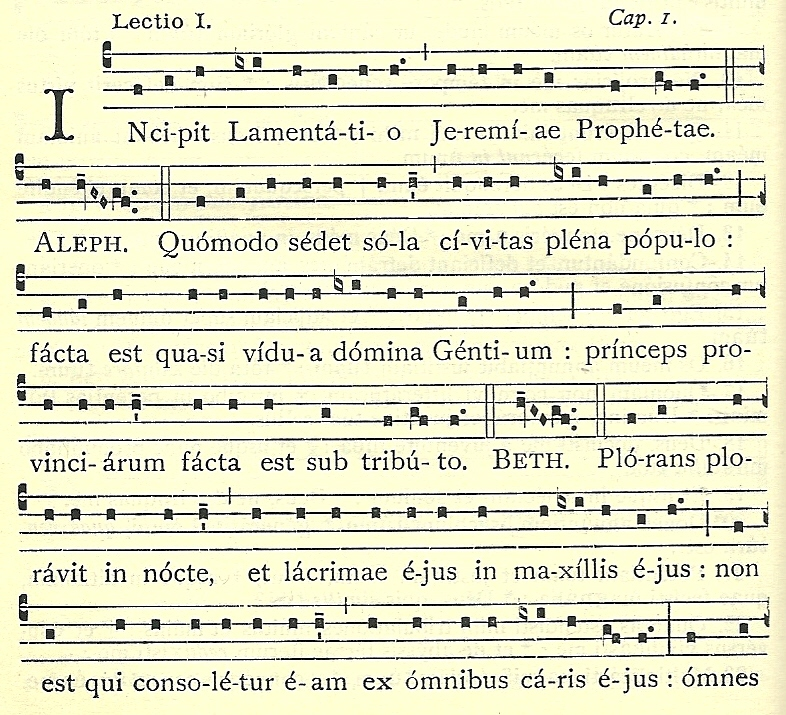
Początek Lamentacji Jeremiasza (I czytanie Wielkiego Czwartku; Liber usualis, 1954)

Ciemne Jutrznie odznaczają się wieloma cechami szczególnymi w stosunku do godzin kanonicznych przez resztę roku kościelnego: nie ma wezwania, wersetów wstępnych ani hymnów, absolucji i błogosławieństw w matutinum, a na końcu psalmów nie dodaje się doksologii.

## Ciemne Jutrznie w muzyce
Ciemna jutrznia zyskała bogatą warstwę muzyczną. Wielu wybitnych kompozytorów pisało utwory liturgiczne do tekstów Lamentacji i innych wykonywanych w czasie nabożeństwa. Wśród najsłynniejszych dzieł można wymienić Responsoria et alia ad Officium Hebdomadae Sanctae spectantia Gesualda, Leçons de ténèbres Couperina czy Miserere Allegriego. W Polsce powszechne było śpiewanie lamentacji na własne, niespotykane w innych krajach, melodie gregoriańskie pochodzące z ksiąg piotrkowskich.